# 中町公祐
中町 公祐（なかまち こうすけ、1985年9月1日 - ）は、埼玉県与野市（現さいたま市）出身の元サッカー選手、サッカー指導者。ポジションはMF。

## 経歴

### Jリーグ時代
2004年に湘南ベルマーレに入団。3年目の2006年シーズン途中より出場機会を失う。続く2007年も出場機会に恵まれず、翌年早々に湘南を退団。2008年からは、当時在学していた慶應義塾大学のサッカー部に入部。7年ぶりの1部リーグ昇格に貢献し、自身は関東大学サッカーリーグ戦2部リーグのベスト11に選ばれた。
2009年12月4日、アビスパ福岡への加入内定が発表され、2010年より再びJリーガーになった。この年のリーグ戦では同じく新加入の末吉隼也とともにボランチとしてプレー。10得点を挙げてチームのJ1昇格に貢献した。2011年は、背番号を7へ変更しチーム主将に就任したが、クラブはJ2に降格した。2012年、横浜F・マリノスへ移籍した。
また、2013年より大学時代の友人と共にアフリカへボールを送る活動を行っており、2018年に自身の活動の発展と併せてアフリカの医療環境の改善を目的にNPO法人「Pass on」を設立し、代表理事に就任。

### ザンビアリーグ
2019年1月2日、自身のInstagramにて7年間在籍したマリノスを退団し、アフリカのザンビア共和国のサッカーチームへ移籍予定であることを発表。その際、マリノスから2年契約延長オファーがあったことに感謝の気持ちを、自身の移籍で日本とアフリカを繋ぎたいという想いを明かしている。同日、マリノスの公式ホームページにて、両者合意のもとで契約更新をしないことが発表された。2月4日にザンビアン・プレミアリーグのZESCOユナイテッドFCへの移籍を発表した。年俸は横浜FMの時の10分の1になったと報じられている。
2019年3月7日、日本サッカー協会（JFA）の国際委員会委員に現役選手として初めて選任された。同年9月1日、NHK総合テレビ「サンデースポーツ2020」の番組内にて中町の特集が組まれ、ザンビアでのプレーの環境や現地で女性や子供のためにボランティアをしている姿が放映された。
2021年4月2日、自身のInstagramにてザンビア3部のムトンド・スターズFCとの契約を発表した。背番号は8番。2022年にはザンビア2部のシティ・オブ・ルサカFCに移籍。その後はザンビア1部のヌクワジFCの練習に参加した
2023年11月28日、現役引退を発表。

### 監督
2024年1月、慶應義塾体育会ソッカー部の監督に就任した。　　　　　　　　　　　　　　　　　　　　　　　　　　　　　　　　　　　　　　　　　　　　　　　　　就任１年目に関東大学サッカーリーグ2部優勝し、4年ぶりとなる関東大学サッカーリーグ1部復帰に導いた。

## 所属クラブ
- さいたま市立下落合小学校[1]
- FC前橋ジュニア (前橋市立荒牧小学校)
- FC前橋ジュニアユース (前橋市立南橘中学校)
- 群馬県立高崎高等学校
- 2004年 - 2007年 湘南ベルマーレ
- 2008年 - 2009年 慶應義塾大学（総合政策学部）
- 2010年 - 2011年 アビスパ福岡
- 2012年 - 2018年 横浜F・マリノス
- 2019年 - 2020年 ZESCOユナイテッドFC
- 2021年 - 2022年 ムトンド・スターズFC（英語版）
- 202x年 - 202x年 シティ・オブ・ルサカFC（英語版）

## 個人成績
| 国内大会個人成績 | 国内大会個人成績 | 国内大会個人成績 | 国内大会個人成績 | 国内大会個人成績 | 国内大会個人成績 | 国内大会個人成績 | 国内大会個人成績 | 国内大会個人成績 | 国内大会個人成績 | 国内大会個人成績 | 国内大会個人成績 |
| 年度             | クラブ           | 背番号           | リーグ           | リーグ戦         | リーグ戦         | リーグ杯         | リーグ杯         | オープン杯       | オープン杯       | 期間通算         | 期間通算         |
| 年度             | クラブ           | 背番号           | リーグ           | 出場             | 得点             | 出場             | 得点             | 出場             | 得点             | 出場             | 得点             |
| 日本             | 日本             | 日本             | 日本             | リーグ戦         | リーグ戦         | リーグ杯         | リーグ杯         | 天皇杯           | 天皇杯           | 期間通算         | 期間通算         |
| ---------------- | ---------------- | ---------------- | ---------------- | ---------------- | ---------------- | ---------------- | ---------------- | ---------------- | ---------------- | ---------------- | ---------------- |
| 2004             | 湘南             | 28               | J2               | 11               | 0                | -                | -                | 3                | 0                | 14               | 0                |
| 2005             | 湘南             | 28               | J2               | 12               | 1                | -                | -                | 0                | 0                | 12               | 1                |
| 2006             | 湘南             | 28               | J2               | 34               | 1                | -                | -                | 0                | 0                | 34               | 1                |
| 2007             | 湘南             | 28               | J2               | 9                | 0                | -                | -                | 0                | 0                | 9                | 0                |
| 2010             | 福岡             | 15               | J2               | 35               | 10               | -                | -                | 3                | 1                | 38               | 11               |
| 2011             | 福岡             | 7                | J1               | 24               | 2                | 1                | 0                | 2                | 1                | 27               | 3                |
| 2012             | 横浜FM           | 8                | J1               | 20               | 1                | 3                | 0                | 4                | 1                | 27               | 2                |
| 2013             | 横浜FM           | 8                | J1               | 33               | 1                | 10               | 1                | 5                | 0                | 48               | 2                |
| 2014             | 横浜FM           | 8                | J1               | 23               | 0                | 1                | 1                | 0                | 0                | 24               | 1                |
| 2015             | 横浜FM           | 8                | J1               | 14               | 2                | 2                | 0                | 1                | 0                | 17               | 2                |
| 2016             | 横浜FM           | 8                | J1               | 31               | 6                | 4                | 0                | 3                | 2                | 38               | 8                |
| 2017             | 横浜FM           | 8                | J1               | 22               | 2                | 3                | 0                | 2                | 0                | 27               | 2                |
| 2018             | 横浜FM           | 8                | J1               | 16               | 1                | 8                | 1                | 2                | 0                | 26               | 2                |
| ザンビア         | ザンビア         | ザンビア         | ザンビア         | リーグ戦         | リーグ戦         | リーグ杯         | リーグ杯         | オープン杯       | オープン杯       | 期間通算         | 期間通算         |
| 2019             | ZESCO            | 9                | プレミア         |                  |                  |                  |                  |                  |                  |                  |                  |
| 通算             | 日本             | 日本             | J1               | 183              | 15               | 32               | 3                | 19               | 4                | 234              | 22               |
| 通算             | 日本             | 日本             | J2               | 101              | 12               | -                | -                | 6                | 1                | 107              | 13               |
| 通算             | ザンビア         | ザンビア         | プレミア         |                  |                  |                  |                  |                  |                  |                  |                  |
| 総通算           | 総通算           | 総通算           | 総通算           | 284              | 27               | 32               | 3                | 25               | 5                | 341              | 35               |

- その他の公式戦
  - 2014年 - スーパーカップ 1試合0得点

| 国際大会個人成績 | 国際大会個人成績 | 国際大会個人成績 | 国際大会個人成績 | 国際大会個人成績 |
| 年度             | クラブ           | 背番号           | 出場             | 得点             |
| AFC              | AFC              | AFC              | ACL              | ACL              |
| ---------------- | ---------------- | ---------------- | ---------------- | ---------------- |
| 2014             | 横浜FM           | 8                | 6                | 1                |
| 通算             | AFC              | AFC              | 6                | 1                |

## 代表・選抜歴
- 2008年 関東大学選抜
- 2008年 全日本大学選抜
- 2009年 関東大学選抜
- 2009年 全日本大学選抜 - 第6回デンソーカップサッカー日韓大学定期戦、韓国3-1日本 （ソウル）
- 2009年7月 ユニバーシアード日本代表 - 第25回ユニバーシアード競技大会（ベオグラード）全6試合出場、銅メダル

## タイトル

### クラブ
- 天皇杯：1回（2013年）

### 個人
- Jリーグ・優秀選手賞：1回（2013年）

## プライベート
元妻は空手家のウォーターハウス美希。元妻との間には娘2人がいる。また、2015年12月に長男を新生児低酸素性虚血性脳症で生後43時間で亡くしているが、そのことがザンビアへの移籍に至ったきっかけの一つと報じられている